# Rajon Schewtschenkowe
Der Rajon Schewtschenkowe (ukrainisch Шевченківський район/Schewtschenkiwskyj rajon; russisch Шевченковский район/Schewtschenkowskyj rajon) war eine Verwaltungseinheit innerhalb der Oblast Charkiw im Osten der Ukraine. Der Rajon, welcher 1935 gegründet wurde, hatte eine Fläche von 977 km² und eine Bevölkerung von etwa 20.000 Einwohnern. Der Verwaltungssitz befand sich in der namensgebenden Stadt Schewtschenkowe.
Am 17. Juli 2020 kam es im Zuge einer großen Rajonsreform zum Anschluss des Rajonsgebietes an den Rajon Kupjansk.
Auf kommunaler Ebene war der Rajon in 1 Stadtratsgemeinde und 15 Landratsgemeinden unterteilt, denen jeweils einzelne Ortschaften untergeordnet waren.
Zum Verwaltungsgebiet gehörten:
- 1 Stadt
- 58 Dörfer
- 1 Ansiedlung